# Ferdinand Georg Waldmüller
Ferdinand Georg Waldmüller (Vienna, 15 gennaio 1793 – Hinterbrühl, 23 agosto 1865) è stato un pittore e scrittore austriaco.
Viene considerato assieme ad Friedrich von Amerling il più grande ritrattista austriaco del XIX secolo.

## Biografia
Ferdinand Georg Waldmüller frequentò brevemente l'Accademia di belle arti di Vienna ma, per vivere, iniziò a realizzare ritratti.
Nel 1811 si recò in Croazia per svolgere la professione di insegnante d'arte. Tornato a Vienna tre anni dopo, iniziò a migliorare le proprie abilità ricopiando i capolavori dei più grandi maestri. Waldmüller indirizzò quindi il suo interesse alla natura e iniziò a dipingere paesaggi, di cui divenne maestro.
Nel 1823 realizzò uno degli ultimi ritratti di Ludwig van Beethoven, di cui l'originale è andato perduto.
Divenne professore dell'Accademia di belle arti di Vienna, dove però mantenne un atteggiamento critico, soprattutto in merito al ruolo che egli avrebbe voluto dare allo studio della natura.
Fu maestro di Hans Canon e Mihály Zichy.